# Vertrag von Chicago
Der Vertrag von Chicago bezeichnet zwei Verträge, die in Chicago, Illinois zwischen den Vereinigten Staaten und den Ottawa, Anishinabe (Chippewa) sowie den Potawatomi (amerikanischen Ureinwohner) abgeschlossen wurden.

## Erster Vertrag von Chicago (1821)
Der erste Vertrag von Chicago wurde von Lewis Cass, Gouverneur des Michigan-Territoriums, und Solomon Sibley für die Vereinigten Staaten und den Abgeordneten Ottawas, Anishinabe sowie Potawatomi am 29. August 1821 abgeschlossen und am 25. März 1822 ratifiziert. Im Vertrag traten die amerikanischen Ureinwohner alles Land in Michigan-Territorium südlich des Grand Rivers mit Ausnahmen von mehreren kleineren Reservaten an die Vereinigten Staaten ab.

## Zweiter Vertrag von Chicago (1833)
Der zweite Vertrag von Chicago wurde von George B. Porter, Gouverneur des Michigan-Territoriums, Thomas J. V. Owen und William Weatherford für die Vereinigten Staaten und den Abgeordneten der „United Nation of Anishinabe, Ottawa und Potawatomi“ am 26. September 1833 abgeschlossen und am 21. Februar 1835 ratifiziert. Im Vertrag traten alle Stämme alles Land westlich des Michigansees, ungefähr 5.000.000 Acre (20.000 km²), gegen ein Reservat gleicher Größe weiter westlich am Missouri River ab. In den Zusatzartikeln im Vertrag traten die Stämme einige bestimmte Reservate ab, die ihnen in früheren Verträgen im Michigan-Territorium an der Ostseite des Michigansees und südlich des Grand Rivers zugesichert waren.